# يوهان كيروسكي
يوهان كيروسكي (بالإنجليزية: Jovan Kirovski)‏ (18 مارس 1976 إسكونديدو الولايات المتحدة - ) هو لاعب كرة قدم أمريكي، يلعب كمهاجم، شارك في الألعاب الأولمبية الصيفية 1996.

## روابط خارجية
- يوهان كيروسكي على موقع الاتحاد الدولي (مؤرشف)  (الإنجليزية)
- يوهان كيروسكي على موقع الاتحاد الأوربي (الإنجليزية)
- يوهان كيروسكي على موقع الدوري الأمريكي (الإنجليزية)
- يوهان كيروسكي على موقع قاعدة بيانات كرة القدم.إي يو (الإنجليزية)
- يوهان كيروسكي على موقع ناشيونال فوتبول تيمز (الإنجليزية)
- يوهان كيروسكي على موقع عالم كرة القدم.نت (الإنجليزية)
- يوهان كيروسكي على موقع أوليمبيديا (الإنجليزية)